# Národní galerie – Muzeum Alexandrose Sutzose
Národní galerie – Muzeum Alexandrose Sutzose (řecky Εθνική Πινακοθήκη-Μουσείο Αλεξάνδρου Σούτζου) je umělecké muzeum v Athénách věnované řeckému a evropskému umění od 14. do 20. století. Vzniklo roku 1878 jako malá sbírka 117 uměleckých děl vystavovaných v Athénské univerzitě. Roku 1896 daroval právník Alexandros Sutzos státu svoji sbírku, aby z ní vznikla galerie. Ta byla otevřena roku 1900, prvním ředitelem se stal známý malíř Georgios Jakobides. Těžištěm sbírek je pobyzantské řecké umění. Jsou zde však zastoupeni i zahraniční umělci; zejména cenná je kolekce západoevropského renesančního umění.

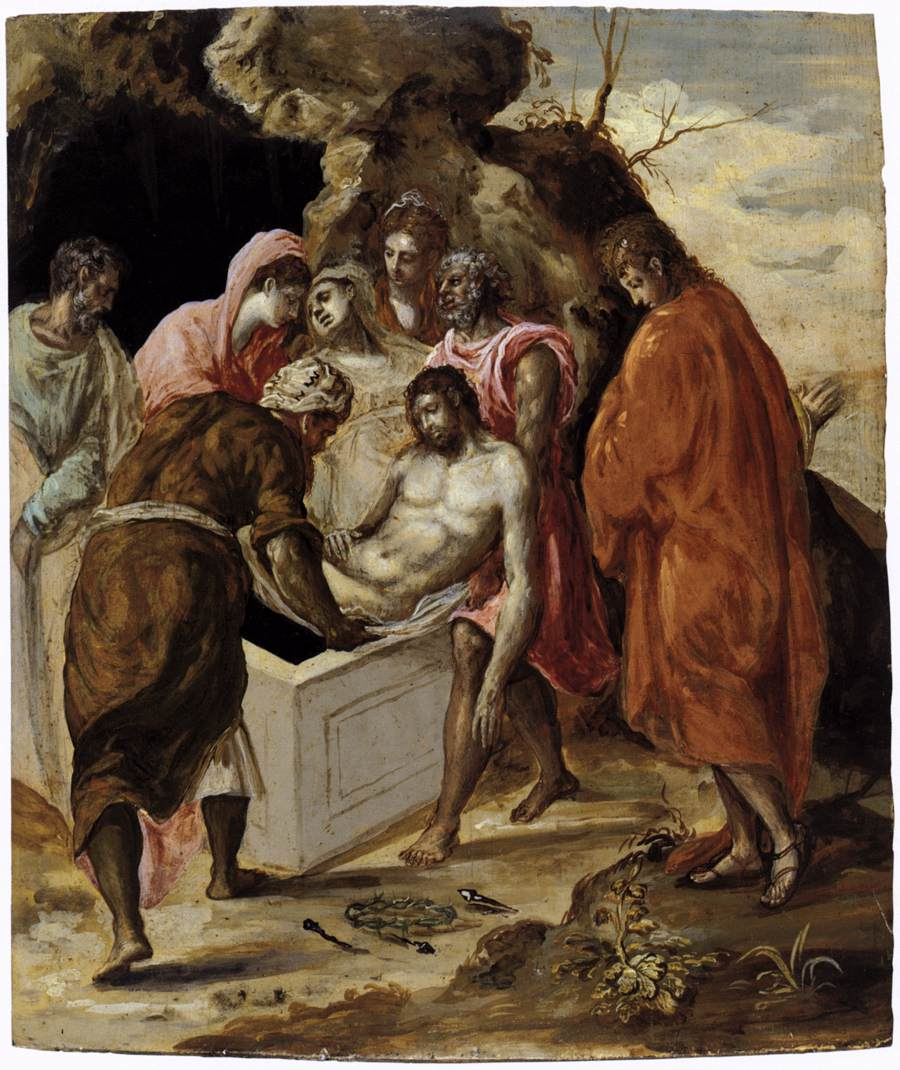
El Greco: Pohřbívání Krista
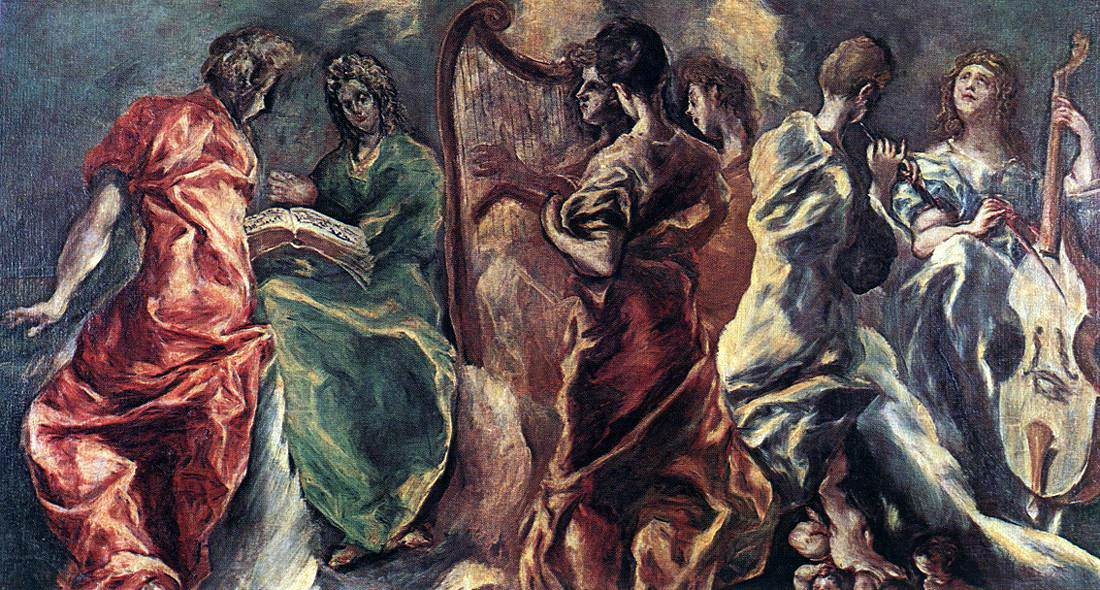
El Greco: Andělský koncert
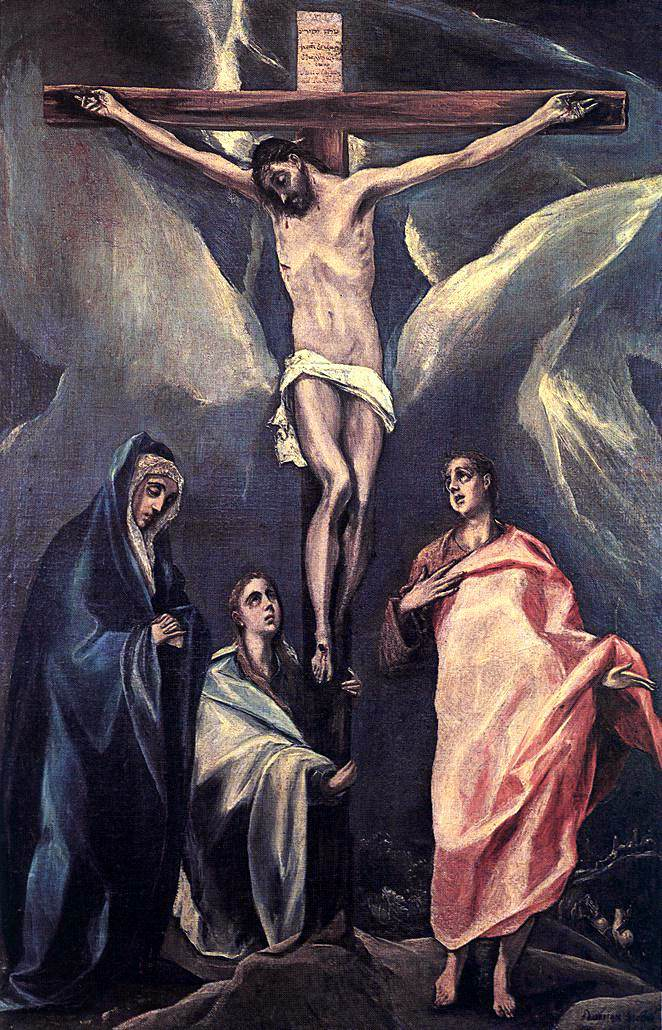
El Greco: Ukřižovaný
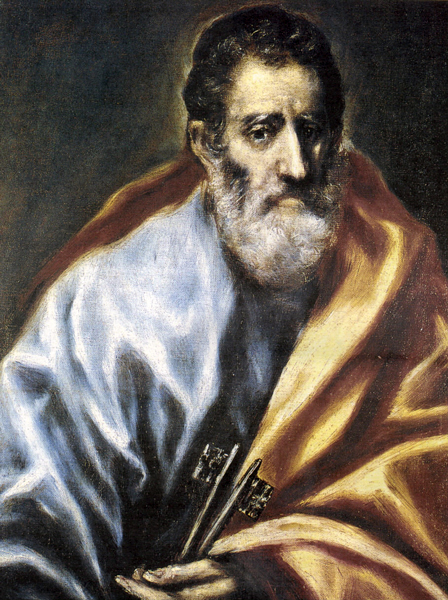
El Greco: Sv. Petr
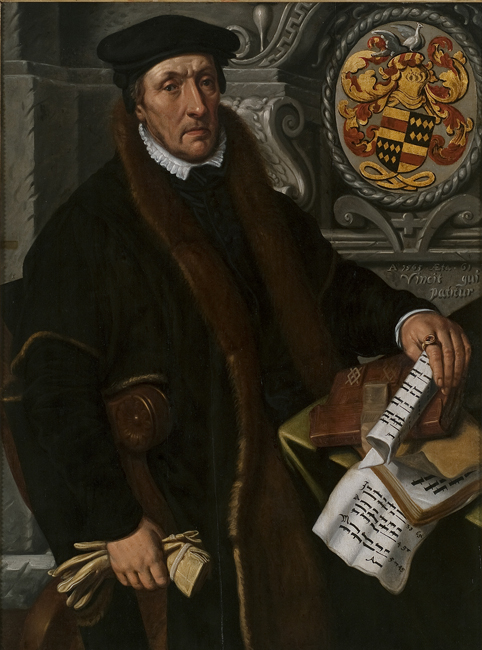
Pieter Aertsen: Simon Marten Dircsz
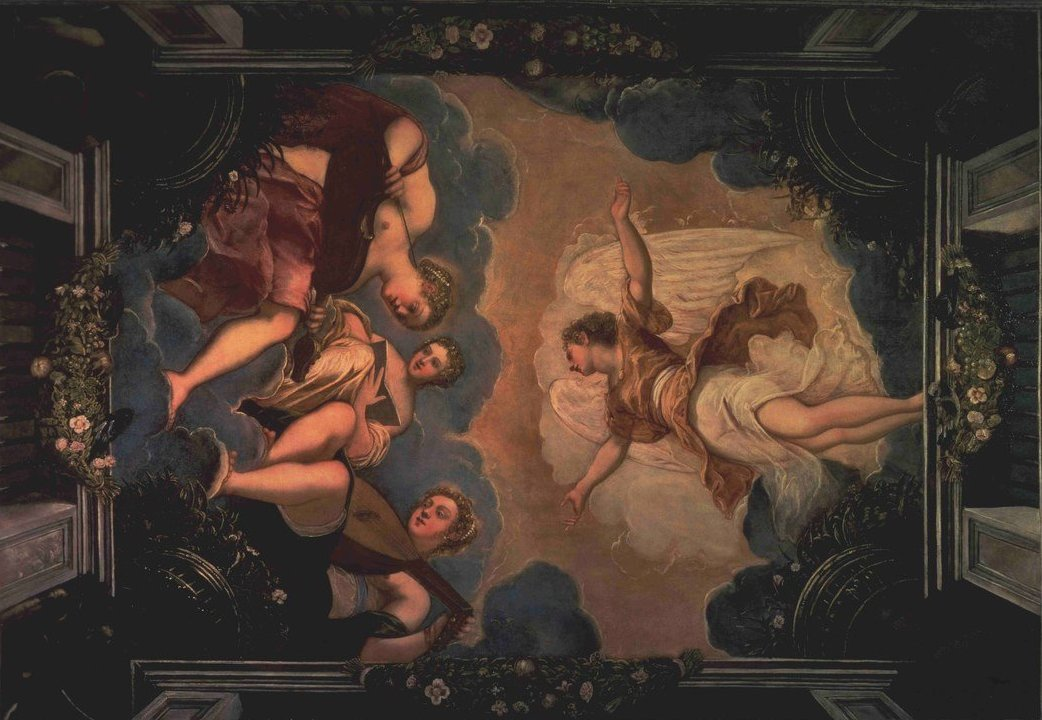
Tintoretto: Alegorie hudby
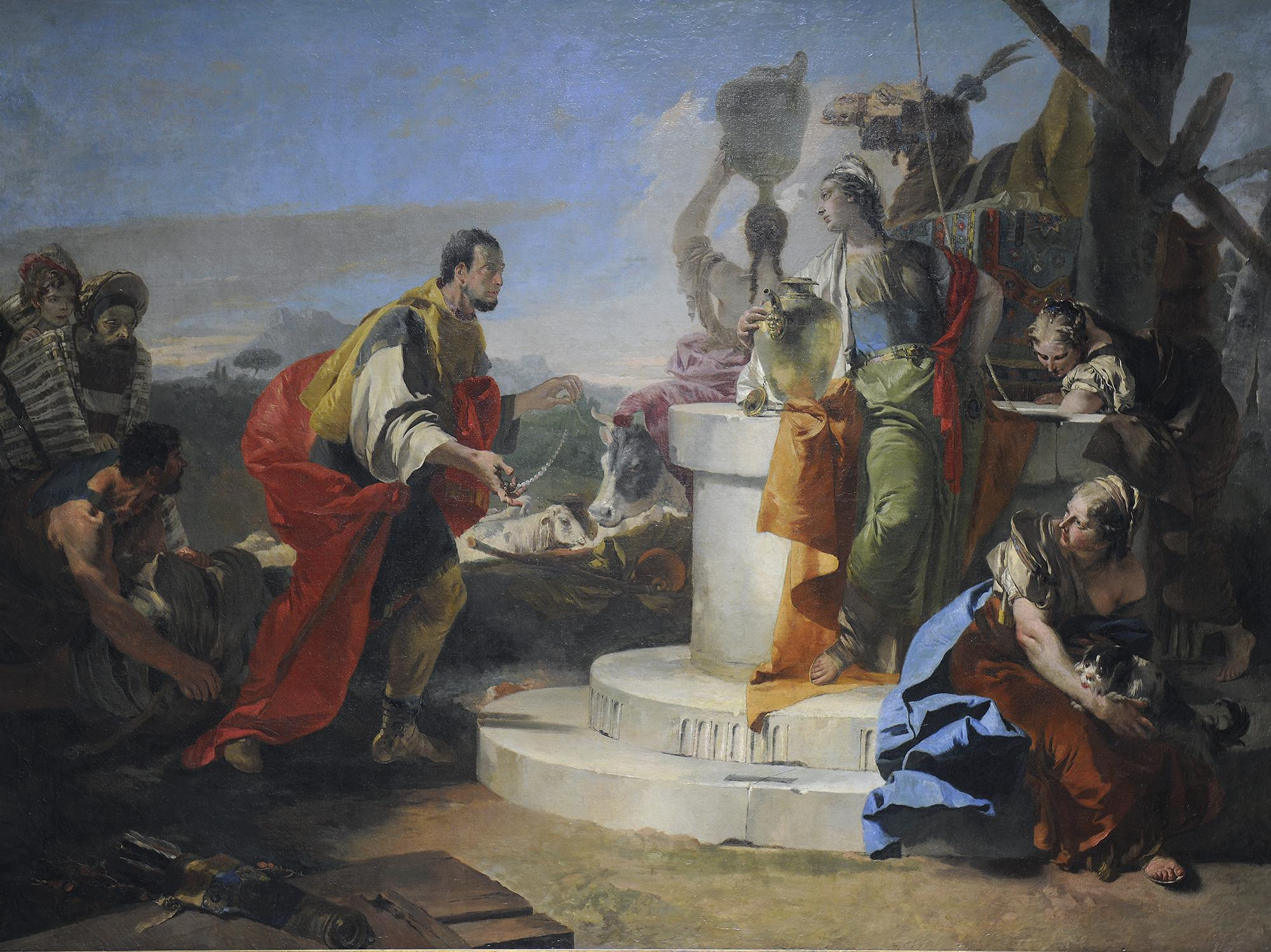
Tiepolo: Eliezer and Rebeka
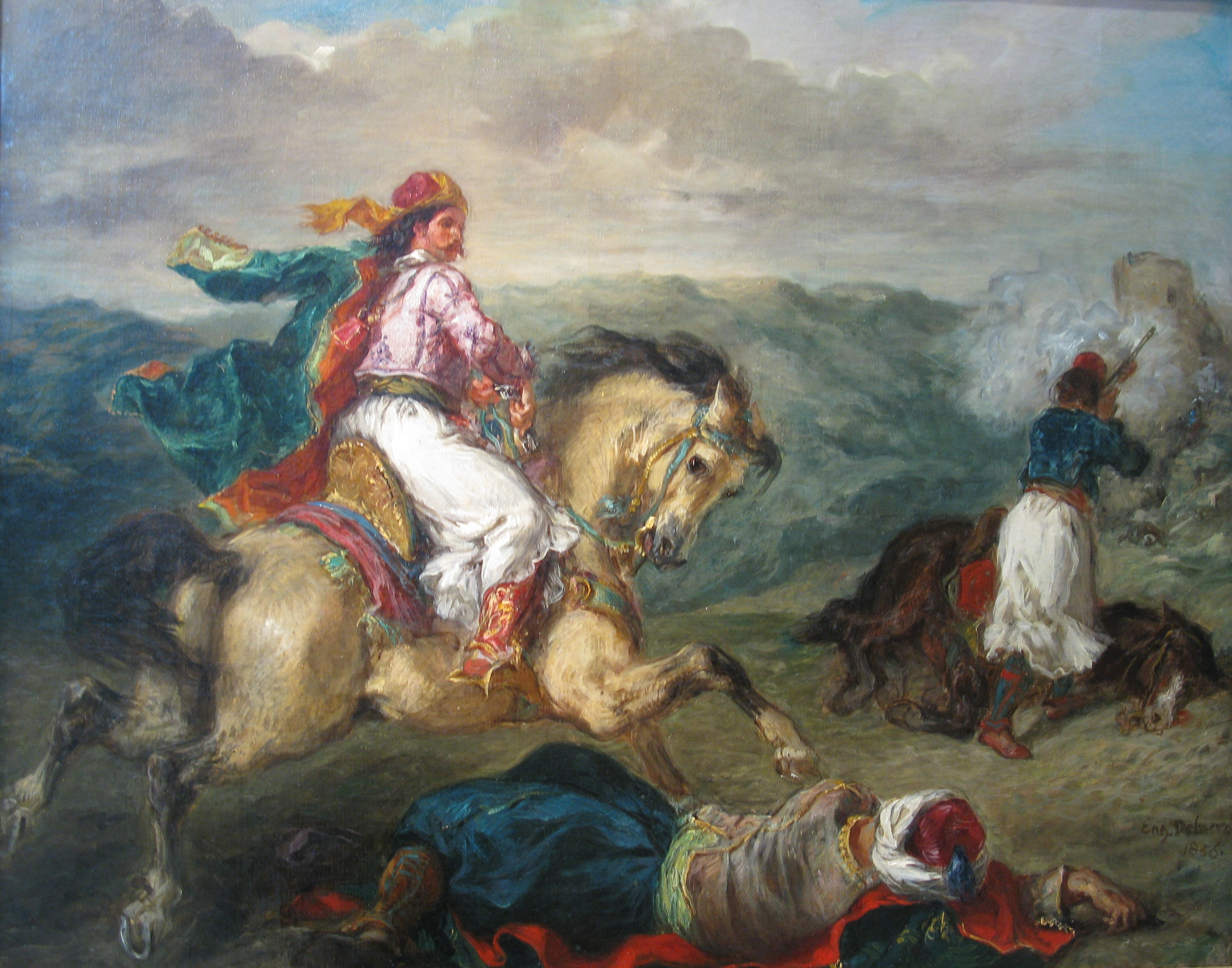
Delacroix: Řecký bojovník na koni
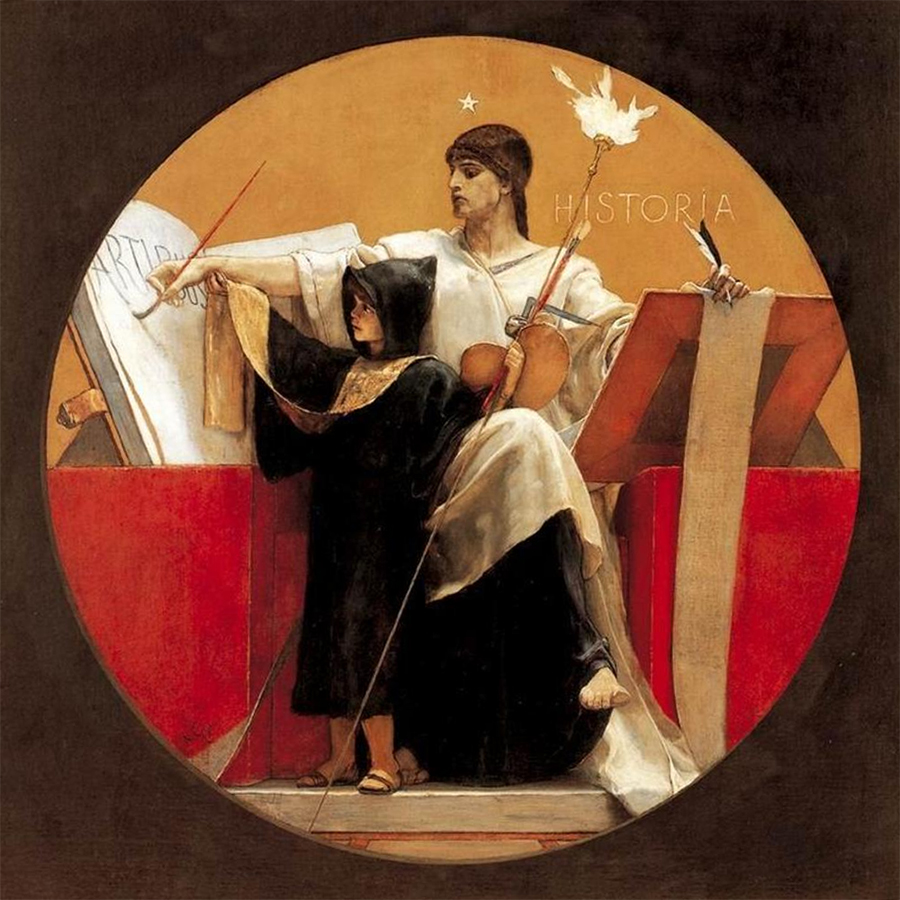
Nikolaos Gyzis Historie, 1892
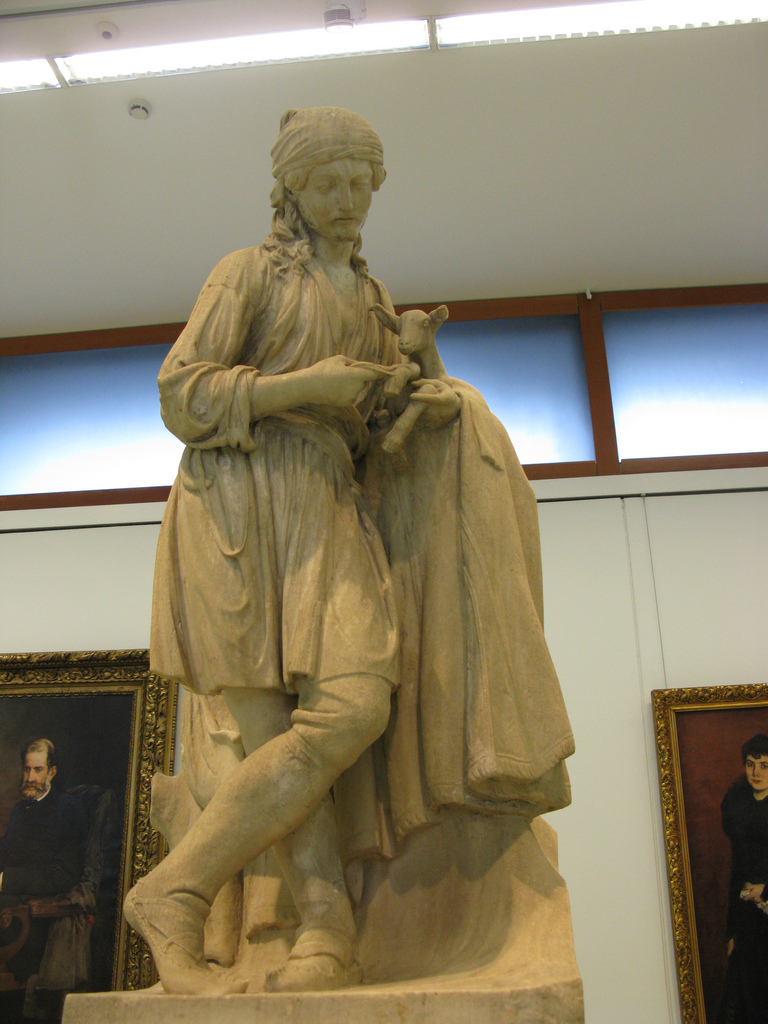
Lazaros Fytalis: Pastýř s kůzletem
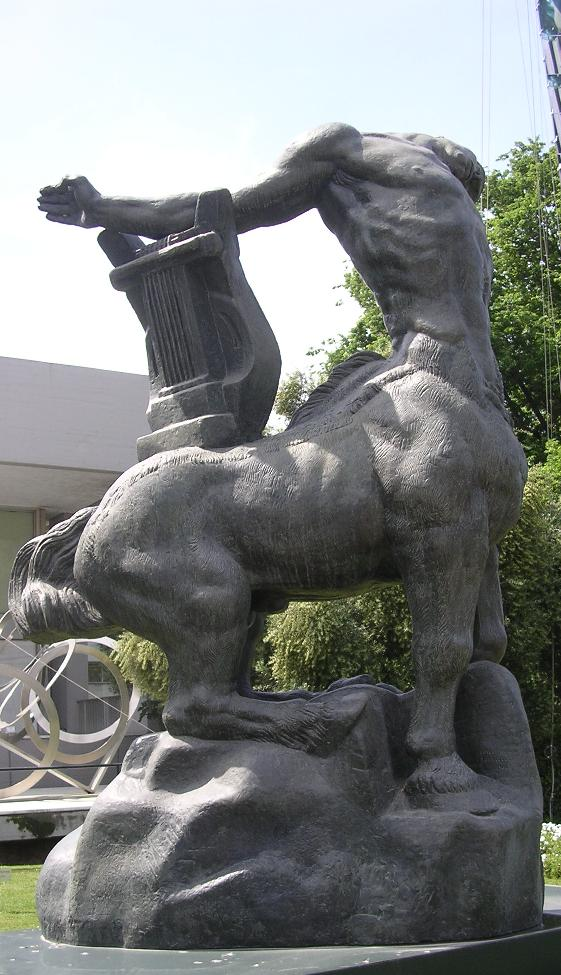
Antoine Bourdelle: Umírající kentaur, 1914
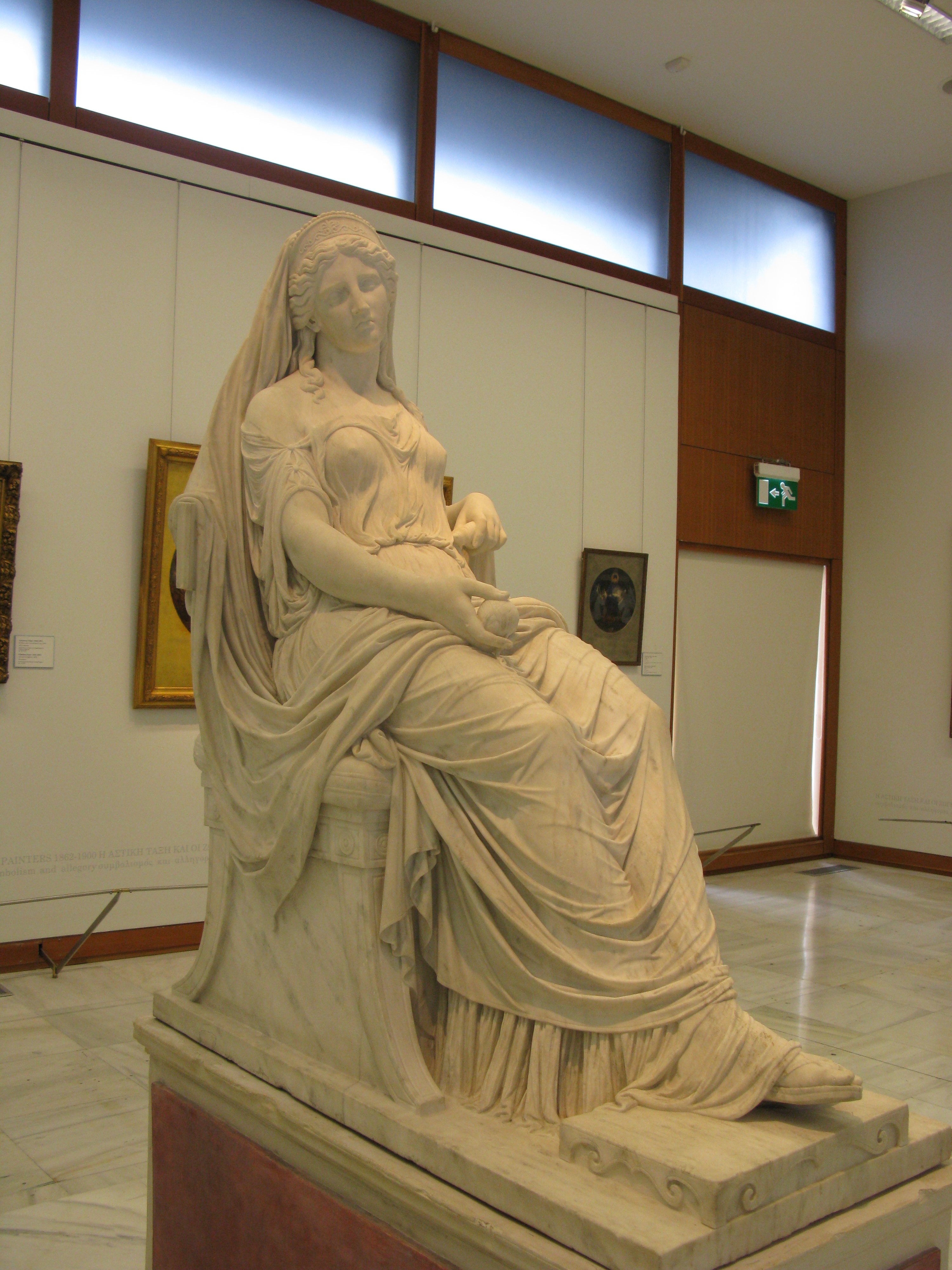
Leonidas Drosis: Penelopé